# 고양이 벼룩
고양이 벼룩(Ctenocephalides felis)은 매우 흔한 기생 곤충으로 주 숙주는 고양이다. 널리 존재하는 개벼룩은 Ctenocephalides canis라고 한다. 고양이 벼룩은 아프리카에서 기원했지만, 지금은 전 세계적으로 발견된다. 인간이 고양이를 길들이기 시작하면서 고양이 벼룩의 유병률이 증가했고 전 세계로 퍼져나갔다.
고양이벼룩 중에서 C. felis strongylus, C. orientis, C. damarensis를 포함한 다른 아종이 존재하지만, C. felis felis가 가장 흔하다. 개와 고양이 모두에서 발견되는 벼룩의 90% 이상이 Ctenocephalides felis felis이다.

## 전염
고양이 벼룩은 다른 기생충과 감염을 개와 고양이 그리고 사람에게도 전염시킬 수 있다. 이들 중 가장 두드러진 것은 Bartonella, 곰팡이 발진티푸스, 족저염이다. 촌충 디필리듐 카눔은 미성숙한 벼룩이 애완동물이나 인간에 의해 삼켜질 때 전염될 수 있다. 또한 고양이벼룩은 라임병의 병인작용제인 Borrelia burgdorferi를 옮기는 것으로 밝혀졌으나, 이 질병을 전파하는 능력은 불분명하다. 고양이 벼룩은 Rickettsia felis의 매개체이다.

### 벼룩 치료
- Finding and Eliminating Fleas on Your Cat from the BBC
- Safe Use of Flea and Tick Products in Pets